# Castellar de la Ribera
Castellar de la Ribera település Spanyolországban, Lleida tartományban. Castellar de la Ribera Odèn, Lladurs, Olius, Pinell de Solsonès és Bassella községekkel határos. Lakosainak száma 144 fő (2024).

## Népesség
A település népessége az utóbbi években az alábbiak szerint változott:
| Lakosok száma | 279  | 384  | 365  | 297  | 169  | 155  | 160  | 149  | 134  | 144  |
|               | 1717 | 1887 | 1936 | 1960 | 1986 | 2004 | 2009 | 2014 | 2019 | 2024 |